# 月岡耕漁
月岡 耕漁（つきおか こうぎょ、明治2年3月7日〈1869年4月18日〉 - 昭和2年〈1927年〉2月25日）は、明治時代から大正時代にかけての浮世絵師・日本画家。能版画家として知られている。

## 来歴

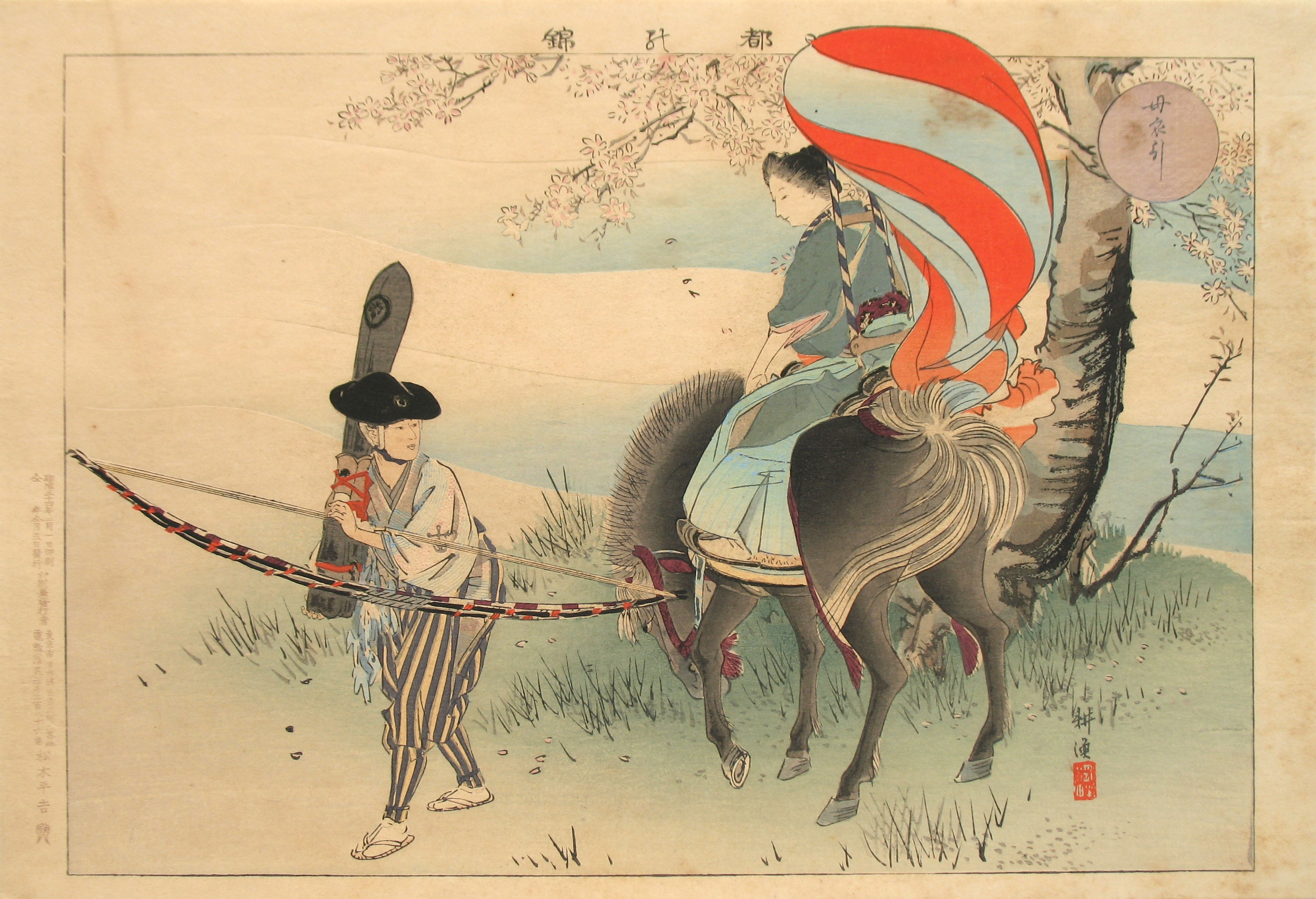
「都の錦　母衣引」　明治34年（1901年）。耕漁画。

月岡芳年、尾形月耕および松本楓湖の門人。姓は羽生、後に坂巻、名は弁之助。坂巻は母方の姓である。東京日本橋の旅籠屋近江屋を営む羽生善兵衛と母、坂巻泰の次男に生まれる。初め12歳で、横浜で輸出品を生業とする伯父の宮内林谷に陶器の絵付けを3年間学び、さらに東京府画学伝習所に入って結城正明にも学ぶ。明治20年（1887年）母の泰が芳年と再婚をしたため芳年の門に入り年久と号し、次いで明治22年（1889年）ごろ尾形月耕に師事し耕漁の名を、松本楓湖に師事し湖畔の名を受けている。
明治23年（1890年）日本美術協会に「反魂香図」を出品し褒状、以後毎年展覧会に出品ししばしば賞を受けている。明治27年（1894年）、日清戦争の辺りから錦絵も手掛け始め、能楽関係の作品を多く描いた。浮世絵といえば歌舞伎役者絵が主流を占める中、能「融」、「二人静」、「敦盛」などの舞台風景に取材した能楽画を描いており、水彩画のような表情を持ち、上質な紙、絵具、金銀泥をも使用する贅を尽くした優美な作品が多い。木版の能楽絵「能楽百番」や「能楽図絵」、「能楽大鑑」が有名である。また肉筆でも人物画、花鳥画を得意とし、日月会や日本画会などに加わり活躍した。明治40年（1907年）の文展開設時には、旧派の正派同志会に参加している。明治44年（1911年）ごろ母親の遺言により、義父の芳年の跡を継ぎ月岡の姓を名乗る。昭和2年（1927年）、宇都宮の能舞台開きの帰りに倒れ、同年2月25日死去。享年59。墓所は東京都新宿区新宿の専福寺。法名は天祥院耕漁日賢信士。なお、長女の月岡玉瀞も能画を得意とした。弟子に松野奏風など。
明治大正期に活躍した能画の名手であった。耕漁には「能楽を題材とせる絵画」と題して大正元年（1912年）10月の『書画骨董雑誌』に能楽絵について語った一文がある。それは「能楽絵は能の決まりを守らなければならないが、細部にあまりこだわるべきではなく、写生一点張りではいけない、自分が能画を描くのも能のもつ典雅な趣味に強く惹かれるからだ」と、能画における誇りを込めて語っている。

## 作品
- 「謡曲竹雪図」　絹本着色　東京国立博物館所蔵
- 「紅葉狩」　絹本着色　常楽寺美術館所蔵　大正13年（1924年）　2年後常楽寺へ奉納
- 「道成寺鱗落之図」　絹本着色　道成寺所蔵　製作年不明　昭和2年正月に耕漁自身が奉納
- 「道成寺能面図」　紙本着色　道成寺所蔵　絶筆
- 「奉天府城外我将校勇力之図」　大錦3枚続　明治27年(1894年)　大英図書館所蔵
- 「大日本名誉奇談」　大錦3枚続　明治27年
- 「日本歴史抜撰　美濃樵夫」　大錦3枚続　明治28年（1895年）
- 「奠都三十年祝賀会丸の内式場の図」　大錦3枚続　明治31年（1898年）
- 「能楽図絵」250番 木版画 明治32年（1899年）から明治34年（1901年）
- 「能楽百番」　木版画　大正11年（1922年）から大正14年（1925年）
- 「能楽大鑑」全5巻　木版画　大正14年から昭和5年（1930年） 精美書院版
- 「狂言五十番」1冊（木版画全50枚・目録） 昭和初期 大黒屋版  ※月岡玉瀞と共画
- 「能面 般若」 銀彩 絵葉書
- 「能面 翁」 銀彩 絵葉書